# Tatce
Tatce (en allemand : Tattetz) est une commune du district de Kolín, dans la région de Bohême-Centrale, en République tchèque. Sa population s'élevait à 646 habitants en 2020.

## Géographie
Tatce se trouve à 4 km à l'ouest de Pečky, à 18 km à l'ouest-nord-ouest de Kolín et à 39 km à l'est de Prague.
La commune est limitée par Milčice au nord, par Pečky à l'est, par Chotutice au sud, et par Klučov et Hořany à l'ouest.

## Histoire
La première mention écrite de la localité date de 1292.